# Espacio urbano

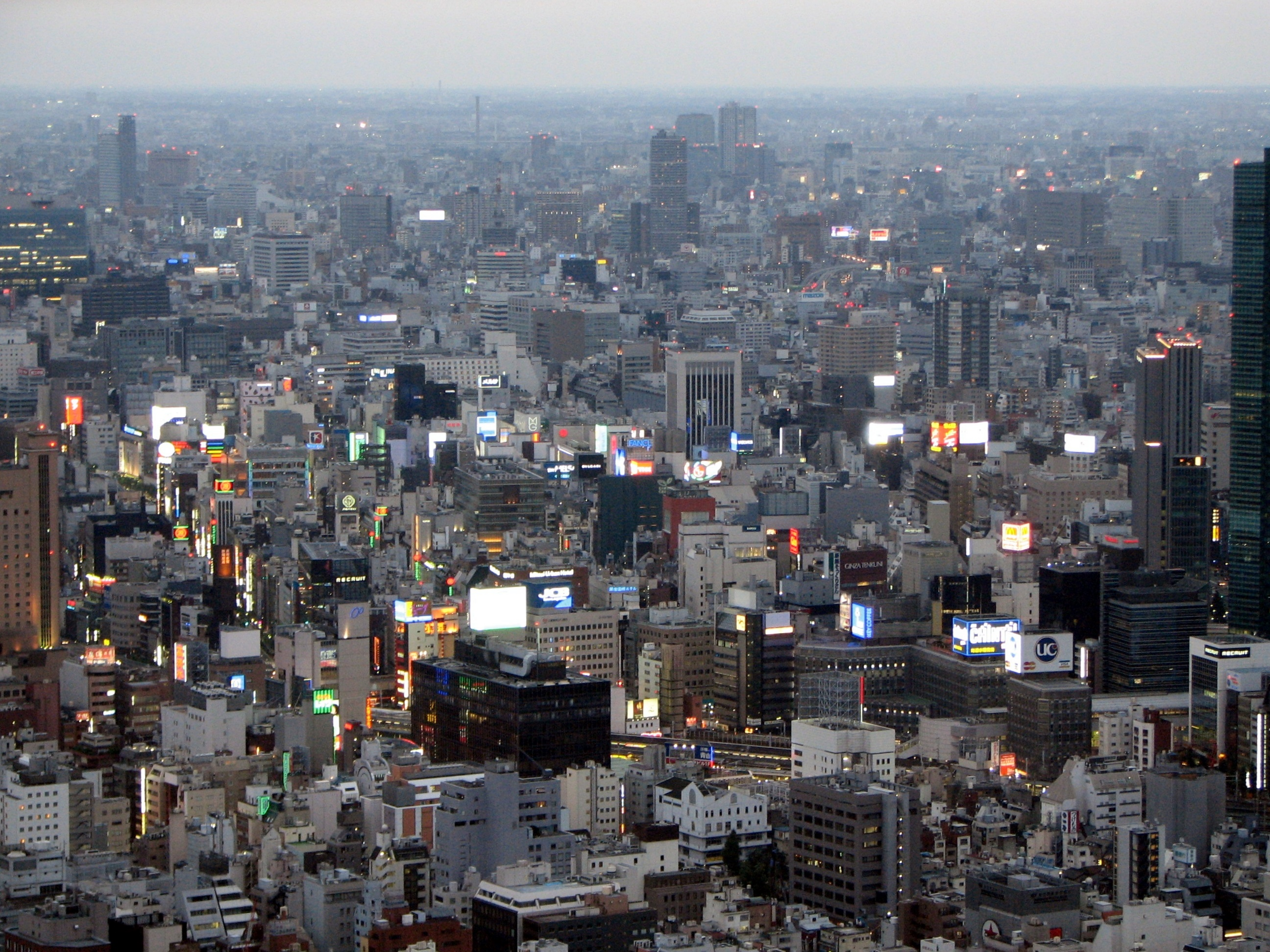
Área del Gran Tokio, Japón, la aglomeración urbana más poblada del mundo, con una población aproximada de 38 millones de habitantes.

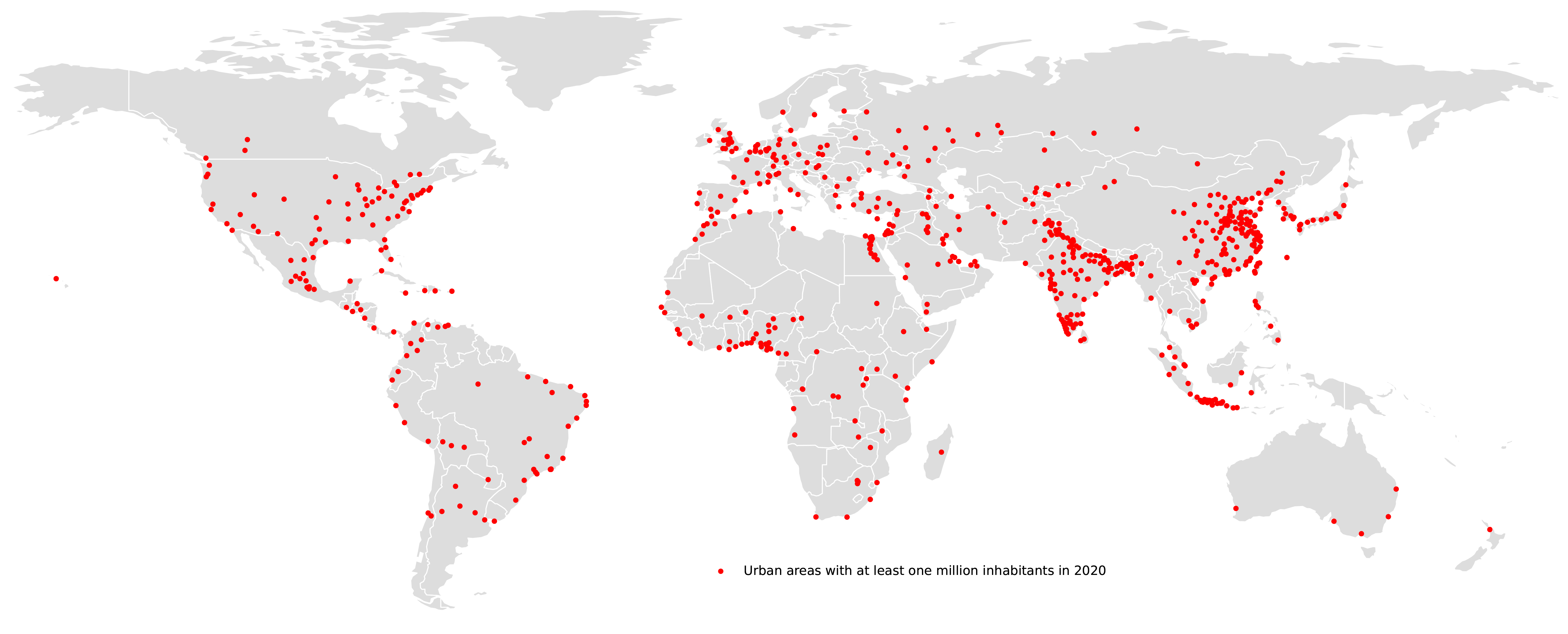
Espacios urbanos con al menos un millón de habitantes, 2020.

La definición de espacio urbano (o, también, zona urbana, medio urbano, área urbana, centro urbano, núcleo urbano, casco urbano o territorio urbano) resulta tan difícil como la de espacio rural (o la del espacio periurbano, que comprende el espacio entre los dos últimos), sobre todo tras los últimos modelos de crecimiento urbano.
Los rasgos característicos del espacio urbano son su alta densidad de población, su extensión y su mayor dotación de todo tipo de infraestructuras; pero sobre todo la particularidad de las funciones urbanas, especialmente las económicas, concentrándose la actividad y el empleo en los sectores secundario y terciario, siendo insignificante el primario. El espacio urbano, frente a su área de influencia, es emisor de servicios de todo tipo (burocráticos, educativos, sanitarios, financieros, culturales, de ocio) y productos de alto valor añadido; mientras que es atractor de población y recursos de otro tipo.
El alto precio del suelo, resultado de la alta demanda de viviendas, locales comerciales y todo tipo de actividades económicas, la falta de infraestructuras homogéneas en la ciudad y la falta de cobro de impuestos al suelo adecuados, refuerza la densificación en altura, aun cuando esto también es producto de la importancia de la localización. El espacio rural, con el paso del tiempo, ha adquirido comportamientos urbanos en su población, actividades y dotación de infraestructuras, diluyéndose en cierta medida las diferencias con el urbano en cuanto a la satisfacción de las necesidades de servicios elementales.

## Definiciones

Área de espacio urbano (km^{2}), 2010

### China

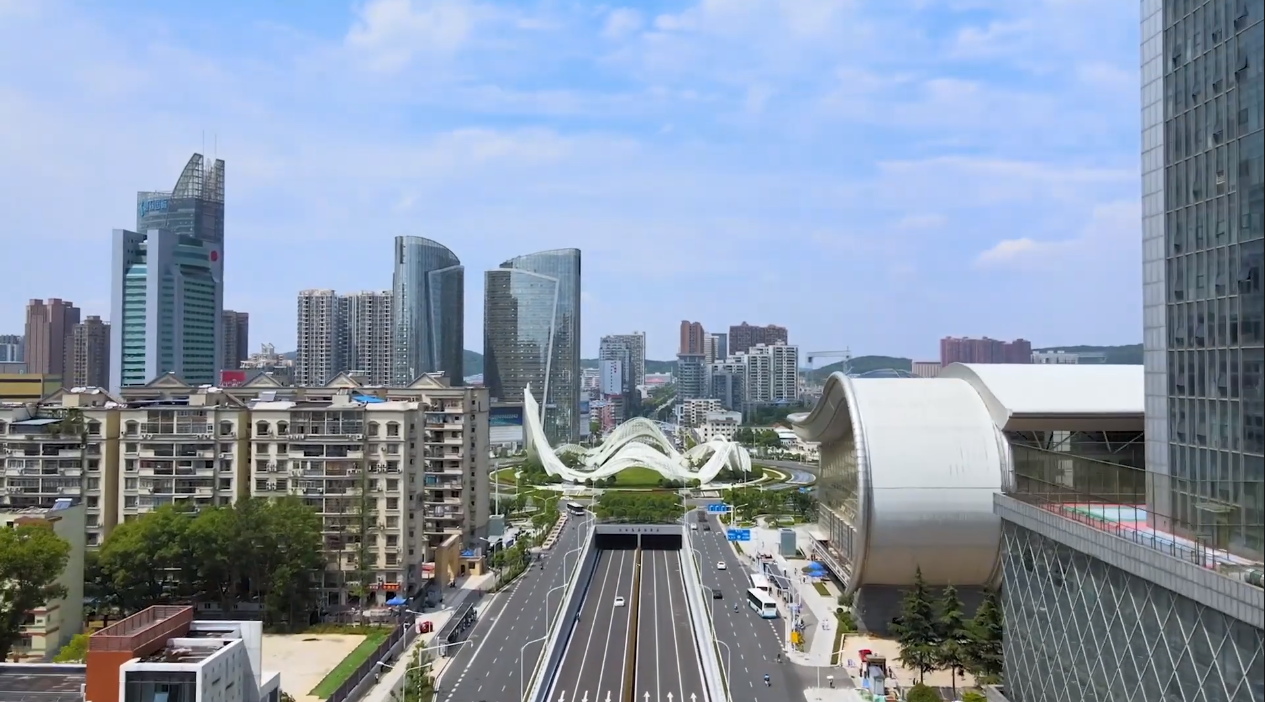
Skyline de Wuhan, una de las ciudades más pobladas de China.

Desde el año 2000, las ciudades chinas se han expandido a un ritmo medio del 10% anual. Se calcula que la población urbana de China aumentará en 292 millones de personas para 2050, cuando sus ciudades alberguen una población combinada de más de mil millones. La tasa de urbanización del país aumentó del 17,4% al 46,6% entre 1978 y 2009. Entre 150 y 200 millones de trabajadores emigrantes trabajan a tiempo parcial en las grandes ciudades y regresan periódicamente al campo con sus ingresos.
En la actualidad, China cuenta con más ciudades con un millón de residentes de larga duración o más que cualquier otro país, incluidas las tres ciudades globales de Pekín, Hong Kong y Shanghái; en 2025, el país albergará 221 ciudades con más de un millón de habitantes. Las cifras de la tabla siguiente proceden del censo de 2008, y son sólo estimaciones de las poblaciones urbanas dentro de los límites administrativos de las ciudades; existe una clasificación diferente si se considera el total de las poblaciones municipales (que incluye las poblaciones suburbanas y rurales). Las grandes "poblaciones flotantes" de trabajadores inmigrantes dificultan la realización de censos en las zonas urbanas; las cifras que figuran a continuación sólo incluyen a los residentes de larga duración.

### Japón
En Japón, las zonas urbanizadas se definen como áreas contiguas de distritos densamente habitados (DID) utilizando los distritos de empadronamiento como unidades con un requisito de densidad de 4.000 habitantes por kilómetro cuadrado (10.000/milla cuadrada).

### Estados Unidos

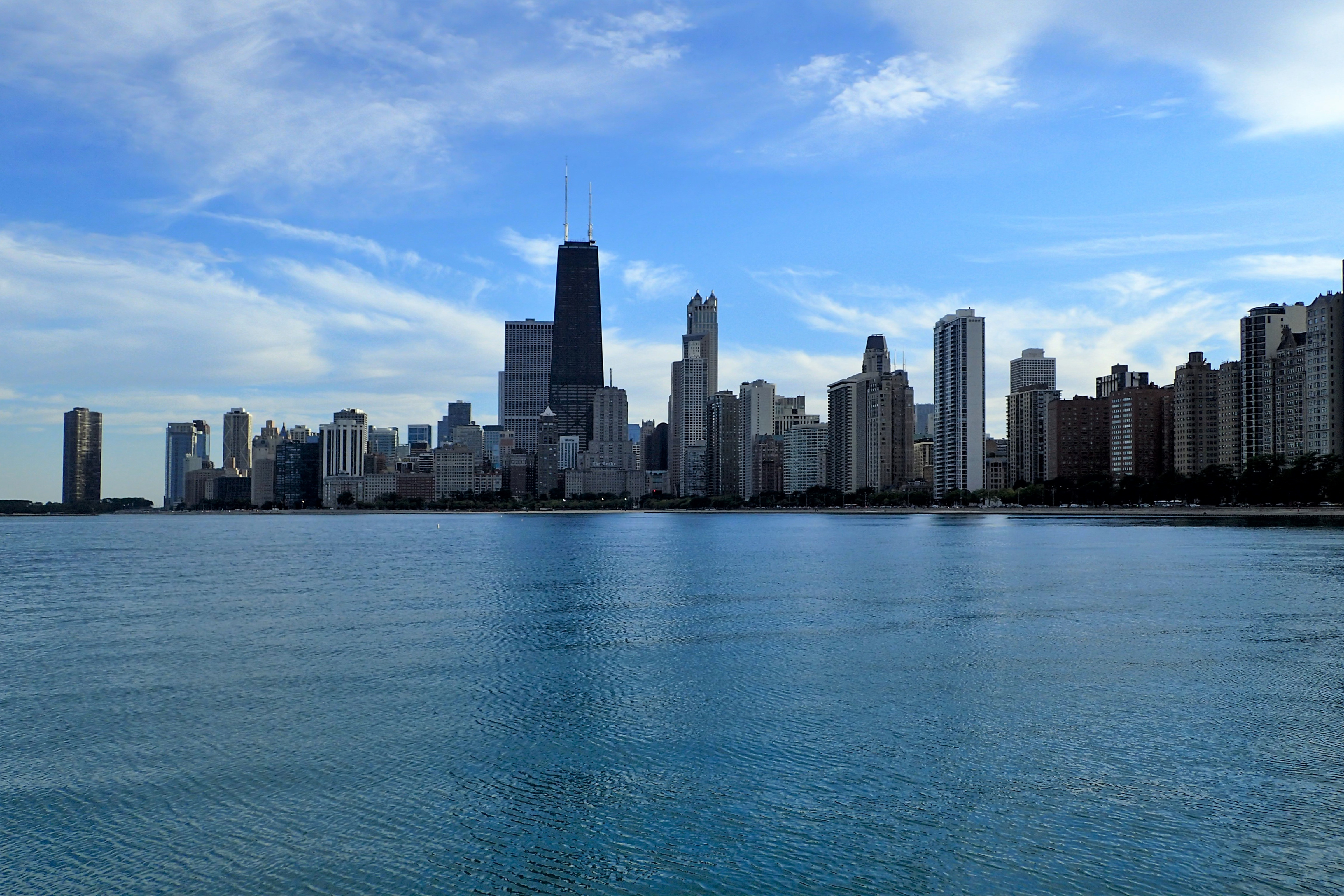
Chicago, ciudad más poblada de Illinois y tercera más poblada de Estados Unidos.

En Estados Unidos existen dos categorías de áreas urbanas. El término área urbanizada denota un área urbana de 50.000 o más personas. Las áreas urbanas de menos de 50.000 personas se denominan conglomerados urbanos. Las áreas urbanizadas se delimitaron por primera vez en Estados Unidos en el censo de 1950, mientras que los conglomerados urbanos se añadieron en el censo de 2000. Hay 1.371 áreas urbanas y clústeres urbanos con más de 10.000 personas.
La Oficina del Censo de los Estados Unidos define un área urbana como "grupos de bloques censales centrales o bloques que tienen una densidad de población de al menos 1.000 personas por milla cuadrada (386 por kilómetro cuadrado) y bloques censales circundantes que tienen una densidad general de al menos 500 personas por milla cuadrada (193 por kilómetro cuadrado)".
La mayor zona urbana de Estados Unidos es el área metropolitana de Nueva York. La población de la ciudad de Nueva York, el núcleo del área metropolitana, supera los 8,5 millones de personas, su área estadística metropolitana tiene una población que supera los 20 millones y la población de su área estadística combinada supera los 23 millones. Las siguientes siete áreas urbanas más grandes de EE. UU. son Los Ángeles, Chicago, Miami, Filadelfia, San Francisco, Houston y Atlanta. Alrededor del 82% de la población de EE. UU. vive dentro de los límites de un área urbanizada en diciembre de 2010. Combinadas, estas áreas ocupan alrededor del 2% de la superficie terrestre de EE. UU. Muchos estadounidenses viven en aglomeraciones de ciudades, suburbios y pueblos adyacentes a la ciudad más grande del área metropolitana.

### India
Para el censo de la India de 2011, la definición de zona urbana es la de un lugar con una población mínima de 5.000 habitantes, con una densidad de 400 personas por kilómetro cuadrado o superior, y con un 75% o más de población masculina empleada en actividades no agrícolas. Los lugares administrados por una corporación municipal, una junta de acantonamiento o un comité de zona urbana notificada se consideran automáticamente zonas urbanas.
El censo de la India de 2011 también definió el término "aglomeración urbana" como una zona urbana integrada formada por un núcleo urbano junto con sus "excrecencias" (suburbios contiguos).

### Brasil

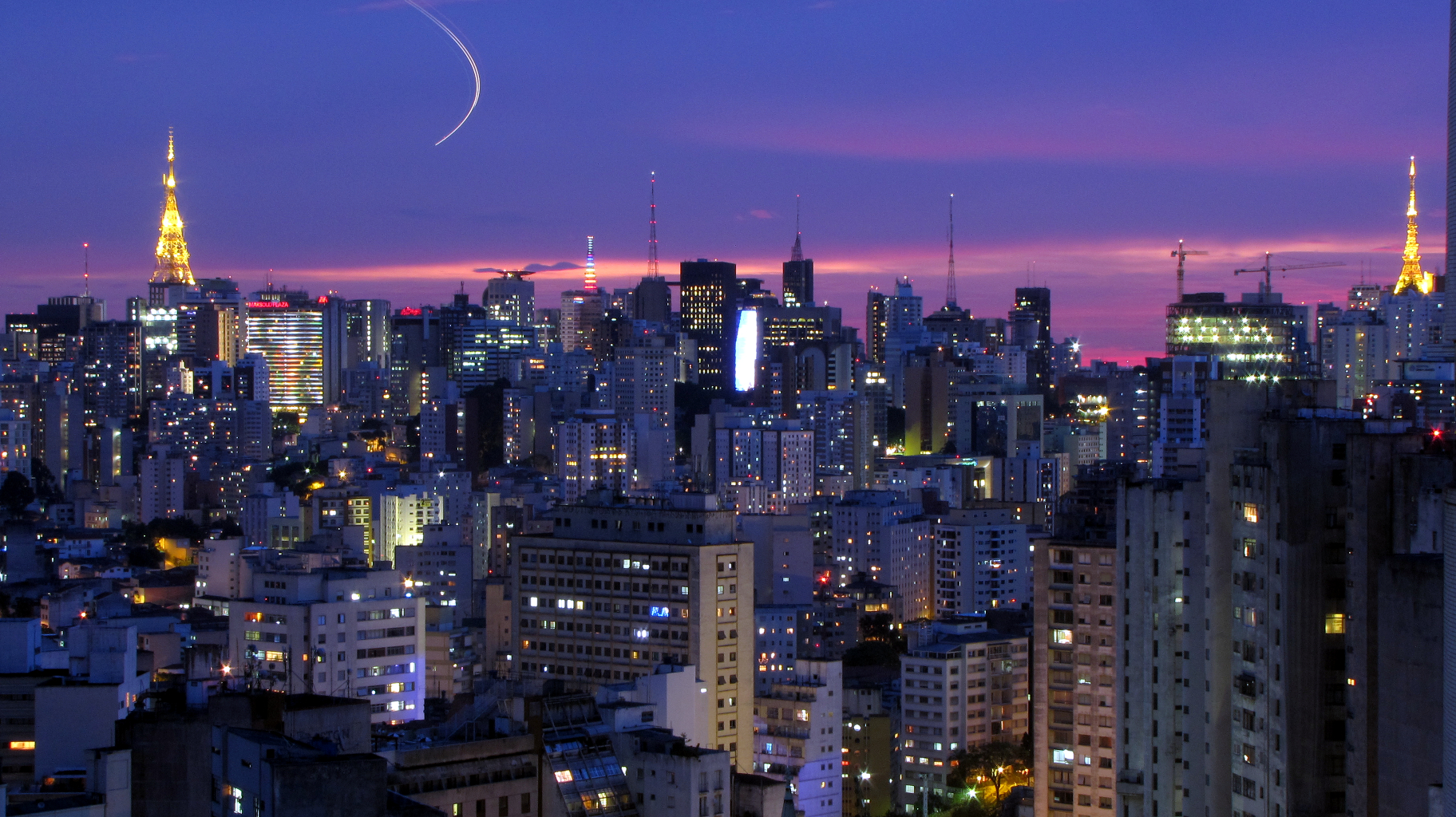
São Paulo, la ciudad más grande de Brasil y la novena área urbana más grande del mundo por población.

Según el IBGE (Instituto Brasileño de Geografía y Estadística) las áreas urbanas ya concentran el 84,35% de la población, mientras que la región Sudeste sigue siendo la más poblada, con más de 80 millones de habitantes. Las mayores áreas metropolitanas de Brasil son São Paulo, Río de Janeiro y Belo Horizonte, todas ellas en la Región Sudeste de Brasil, con 21, 12 y 5 millones de habitantes respectivamente. En general, las capitales de los estados son las mayores ciudades de sus estados, excepto Vitória, capital de Espírito Santo, y Florianópolis, capital de Santa Catarina. También hay áreas metropolitanas no capitales en los estados de  São Paulo (Campinas, Santos y el Valle del Paraíba), Minas Gerais (Valle del Acero), Río Grande del Sur (Valle del Sinos) y Santa Catarina (Valle del Itajaí). lo que hace posible la creación de un amplio abanico de subculturas cercanas entre sí, expuestas a la influencia de los demás, pero sin que necesariamente se entrometan en la vida privada de las personas.

### Clima
Hay varios factores que influyen en el clima urbano, como el tamaño de la ciudad, la morfología de la misma, la configuración del uso del suelo y el entorno geográfico (como el relieve, la elevación y el clima regional). Algunas de las diferencias entre el clima urbano y el rural son la calidad del aire, el régimen de vientos y los cambios en el régimen de lluvias, pero una de las más estudiadas es el efecto isla de calor urbano.

#### Temperatura y efecto isla de calor
Los entornos urbanos suelen ser más cálidos que sus alrededores, como documentó hace más de un siglo Luke Howard. Las zonas urbanas son islas o manchas a gran escala en comparación con los terrenos circundantes más rurales. La distribución espacial de las temperaturas se produce a la par que los cambios temporales, ambos relacionados causalmente con fuentes antropogénicas.
El entorno urbano cuenta con dos capas atmosféricas, además de la capa límite planetaria que se encuentra fuera y se extiende muy por encima de la ciudad: (1) La capa límite urbana se debe a los intercambios de calor y humedad espacialmente integrados entre la ciudad y su aire suprayacente. (2) La superficie de la ciudad corresponde al nivel de la capa de dosel urbano. Los flujos que atraviesan este plano comprenden los procedentes de unidades individuales, como los tejados, las cimas de los cañones, los árboles, el césped y las carreteras, integrados en divisiones de uso del suelo más amplias (por ejemplo, los suburbios). El efecto de isla de calor urbana ha sido uno de los principales focos de atención de los estudios climatológicos urbanos y, en general, del efecto que el entorno urbano tiene sobre las condiciones meteorológicas locales.

#### Contaminación
Este campo incluye también los temas de la calidad del aire, los flujos de radiación, los microclimas e incluso cuestiones tradicionalmente asociadas al diseño arquitectónico y la ingeniería, como la ingeniería eólica. Las causas y los efectos de la contaminación, tal como se entienden a través de la climatología urbana, son cada vez más importantes para la planificación urbana.

#### Precipitación

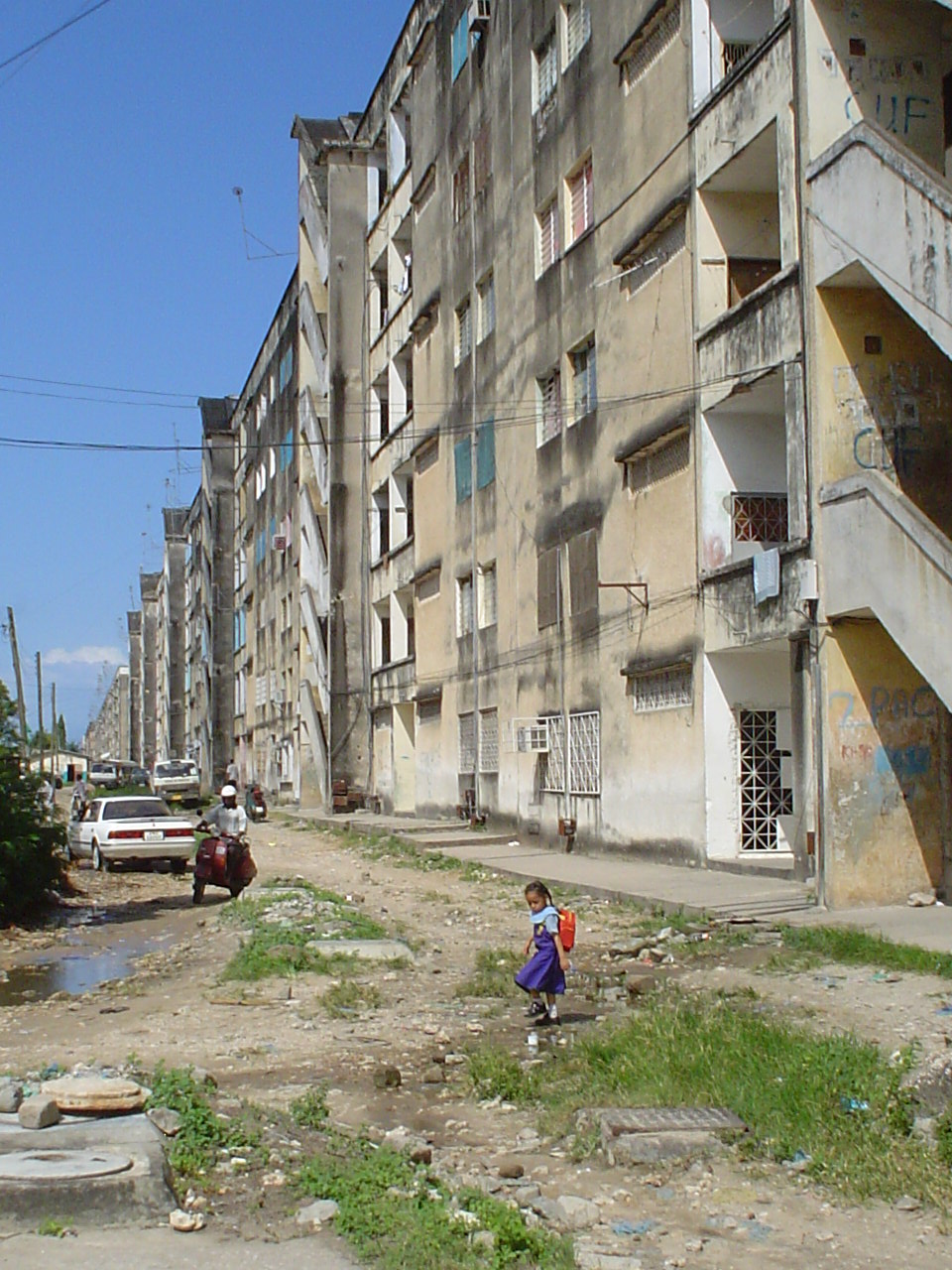
Michenzani, proyecto de viviendas decadentes en la ciudad de Zanzíbar, Tanzania

Los cambios en los vientos y los patrones de convección sobre y alrededor de las ciudades afectan a las precipitaciones. Se cree que los factores que contribuyen a ello son la isla de calor urbana, la mayor rugosidad de la superficie y el aumento de la concentración de aerosoles.

### Decadencia
La decadencia urbana (también conocida como podredumbre urbana, muerte urbana y plaga urbana) es el proceso sociológico por el que una ciudad que antes funcionaba, o parte de ella, cae en el deterioro y la decrepitud. Puede caracterizarse por la desindustrialización, la despoblación o la desorganización, la reestructuración económica, los edificios e infraestructuras abandonados, el elevado desempleo local, el aumento de la pobreza, la fragmentación de las familias, el bajo nivel y calidad de vida en general, la privación de derechos políticos, la delincuencia, los elevados niveles de contaminación y un paisaje urbano desolador, conocido como greyfield o pradera urbana. Desde los años 70 y 80, la decadencia urbana se asocia a las ciudades occidentales, especialmente en Norteamérica y partes de Europa (sobre todo el Reino Unido y Francia). Desde entonces, los grandes cambios estructurales en las economías globales, el transporte y la política gubernamental crearon las condiciones económicas y luego sociales que dieron lugar a la decadencia urbana.

## Ciudad de múltiples intercambios

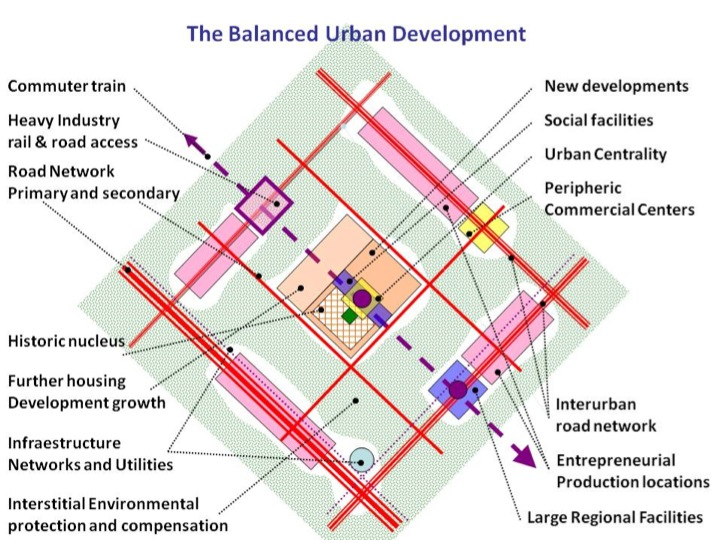
Unidad de desarrollo urbano equilibrado.

Hay diferentes modos de ver y de leer la ciudad. Una de las nociones más importantes es la ciudad como espacio de múltiples intercambios. Se puede proponer la ciudad como un espacio cultural que agrupa varias funciones: lo oficial y lo recreativo; lo material y lo simbólico. Contiene la aldea, el templo, la plaza y el teatro, es un “locus de la memoria colectiva, espacio del deseo, de lo imaginario y la escritura”.  La ciudad representa el poder y lo sacraliza, pero más aún, “polariza, almacena y transmite la cultura”. Curiosamente, el lenguaje representa mejor la cultura de lo que la ciudad la podría representar. 
Por otro lado, según Henri Lefebvre la ciudad es la “proyección de la sociedad sobre un terreno; no solamente sobre el espacio sensible sino sobre el plano específico percibido y concebido por el pensamiento, que determina la ciudad y lo urbano”. Además, añade que “el espacio de una ciudad se caracteriza por su simultaneidad”, está regida por una relación entre tiempo y espacio.
Holanda Izquierdo plantea la lectura de la ciudad  como si la ciudad fuese un texto, construido por varias condiciones económicas, culturales y sociales, donde se expresan varias formas sociales y mentales. Si partimos de la noción de la ciudad como un texto, entonces ésta “posee un lenguaje propio”. Dentro de la lectura de la misma, podemos encontrar una relación “entre la estructura urbana y la textual” en la cual podemos asociarlo con un caminante caminando por la ciudad y un lector leyendo un texto. La ciudad no es únicamente un sistema, sino que está construida por varios sistemas interrelacionados: la estructura fundamental que ocupa el espacio urbano, factores como la zonificación, emplazamiento, historia y desarrollo e infraestructura y por último, su “poética particular” que determinan las lecturas de esa ciudad. Lo que significa que la estructura textual de la ciudad es como un “collage”, que podemos recorrer inagotablemente y que tiene un lenguaje único. Como señala Roland Barthes: la ciudad le habla a sus habitantes y ellos le hablan a la ciudad.